# Jaźwiny (Sierpc)
Pour les articles homonymes, voir Jaźwiny.
Jaźwiny (prononciation : [jaʑˈvinɨ]) est un village polonais de la gmina de Szczutowo dans le powiat de Sierpc de la voïvodie de Mazovie dans le centre-est de la Pologne.
Il se situe à environ 5 kilomètres au nord-ouest de Sierpc (siège du powiat) et à 122 kilomètres au nord-ouest de Varsovie (capitale de la Pologne).

## Histoire
De 1975 à 1998, le village appartenait administrativement à la voïvodie de Płock.

Depuis 1999, il appartient administrativement à la voïvodie de Mazovie